# Marquesado de Balbueno
El marquesado de Balbueno es un título nobiliario español creado el 20 de febrero de 1732  por el rey Felipe VII de Navarra (Felipe V de España) a favor de Tomás Iriberri y Goyeneche, (1682-1740), caballero de Santiago en 1716, desde 1726 i  señor de la villa de Valbueno (Guadalajara), Tesorero de Su Majestad, del Consejo de la Real Hacienda y Caballerizo de la Reina.

## Marqueses de Balbueno
|                                     | Titular                                     | Periodo               |
| Creación por Felipe V               | Creación por Felipe V                       | Creación por Felipe V |
| ----------------------------------- | ------------------------------------------- | --------------------- |
| I                                   | Tomás Iriberri y de Goyeneche               | 1732-1740             |
| II                                  | Antonio de Iriberri y Lastiri               | 1741-1763             |
| Rehabilitación por Alfonso XIII     |                                             |                       |
| III                                 | Carlos de Goyeneche y de la Puente          | 1921-1929             |
| Rehabilitación por Francisco Franco |                                             |                       |
| III                                 | Carlos Goyeneche Silvela                    | 1949-1996             |
| IV                                  | Juan Mariano de Goyeneche y Silvela         | 1997-2012             |
| V                                   | José Carlos de Goyeneche y Vazquez de Seyas | 2013-                 |

| marqueses de Balbueno  |
| ---------------------- |
| Titulares Pretendiente |

|  |  |  |  |  |  |  |  |                                                             |                                                             |                                                             |                                                             |                                                             |                                                             |  |  |                                                                  |                                                                  |                                                                  |                                                                  | Martín de Goyeneche (1616-1679)                                  |                                                                  |  |  |                                                                        |                                                                        |                                                                        |                                                                        |                                                                        |                                                                        |  |  |                                                             |                                                             |                                                             |                                                             |                                                             |                                                             |  |  |  |  |  |  |  |  |  |  |  |  |  |  |  |  |  |  |  |  |  |  |
|  |  |  |  |  |  |  |  |                                                             |                                                             |                                                             |                                                             |                                                             |                                                             |  |  |                                                                  |                                                                  |                                                                  |                                                                  |                                                                  |                                                                  |  |  |                                                                        |                                                                        |                                                                        |                                                                        |                                                                        |                                                                        |  |  |                                                             |                                                             |                                                             |                                                             |                                                             |                                                             |  |  |  |  |  |  |  |  |  |  |  |  |  |  |  |  |  |  |  |  |  |  |
|  |  |  |  |  |  |  |  |                                                             |                                                             |                                                             |                                                             |                                                             |                                                             |  |  |                                                                  |                                                                  |                                                                  |                                                                  |                                                                  |                                                                  |  |  |                                                                        |                                                                        |                                                                        |                                                                        |                                                                        |                                                                        |  |  |                                                             |                                                             |                                                             |                                                             |                                                             |                                                             |  |  |  |  |  |  |  |  |  |  |  |  |  |  |  |  |  |  |  |  |  |  |
|  |  |  |  |  |  |  |  |                                                             |                                                             |                                                             |                                                             |                                                             |                                                             |  |  | Catalina de Goyeneche (1647-)                                    | Catalina de Goyeneche (1647-)                                    | Catalina de Goyeneche (1647-)                                    | Catalina de Goyeneche (1647-)                                    | Catalina de Goyeneche (1647-)                                    | Catalina de Goyeneche (1647-)                                    |  |  | Juan de Goyeneche (1656-1735)                                          | Juan de Goyeneche (1656-1735)                                          | Juan de Goyeneche (1656-1735)                                          | Juan de Goyeneche (1656-1735)                                          | Juan de Goyeneche (1656-1735)                                          | Juan de Goyeneche (1656-1735)                                          |  |  |                                                             |                                                             |                                                             |                                                             |                                                             |                                                             |  |  |  |  |  |  |  |  |  |  |  |  |  |  |  |  |  |  |  |  |  |  |
|  |  |  |  |  |  |  |  |                                                             |                                                             |                                                             |                                                             |                                                             |                                                             |  |  | Catalina de Goyeneche (1647-)                                    | Catalina de Goyeneche (1647-)                                    | Catalina de Goyeneche (1647-)                                    | Catalina de Goyeneche (1647-)                                    | Catalina de Goyeneche (1647-)                                    | Catalina de Goyeneche (1647-)                                    |  |  | Juan de Goyeneche (1656-1735)                                          | Juan de Goyeneche (1656-1735)                                          | Juan de Goyeneche (1656-1735)                                          | Juan de Goyeneche (1656-1735)                                          | Juan de Goyeneche (1656-1735)                                          | Juan de Goyeneche (1656-1735)                                          |  |  |                                                             |                                                             |                                                             |                                                             |                                                             |                                                             |  |  |  |  |  |  |  |  |  |  |  |  |  |  |  |  |  |  |  |  |  |  |
|  |  |  |  |  |  |  |  |                                                             |                                                             |                                                             |                                                             |                                                             |                                                             |  |  | Tomás Iriberri y de Goyeneche i marqués de Balbueno (1682-1740)  | Tomás Iriberri y de Goyeneche i marqués de Balbueno (1682-1740)  | Tomás Iriberri y de Goyeneche i marqués de Balbueno (1682-1740)  | Tomás Iriberri y de Goyeneche i marqués de Balbueno (1682-1740)  | Tomás Iriberri y de Goyeneche i marqués de Balbueno (1682-1740)  | Tomás Iriberri y de Goyeneche i marqués de Balbueno (1682-1740)  |  |  | Juan de Goyeneche y Echevarria (-)                                     | Juan de Goyeneche y Echevarria (-)                                     | Juan de Goyeneche y Echevarria (-)                                     | Juan de Goyeneche y Echevarria (-)                                     | Juan de Goyeneche y Echevarria (-)                                     | Juan de Goyeneche y Echevarria (-)                                     |  |  |                                                             |                                                             |                                                             |                                                             |                                                             |                                                             |  |  |  |  |  |  |  |  |  |  |  |  |  |  |  |  |  |  |  |  |  |  |
|  |  |  |  |  |  |  |  |                                                             |                                                             |                                                             |                                                             |                                                             |                                                             |  |  | Tomás Iriberri y de Goyeneche i marqués de Balbueno (1682-1740)  | Tomás Iriberri y de Goyeneche i marqués de Balbueno (1682-1740)  | Tomás Iriberri y de Goyeneche i marqués de Balbueno (1682-1740)  | Tomás Iriberri y de Goyeneche i marqués de Balbueno (1682-1740)  | Tomás Iriberri y de Goyeneche i marqués de Balbueno (1682-1740)  | Tomás Iriberri y de Goyeneche i marqués de Balbueno (1682-1740)  |  |  | Juan de Goyeneche y Echevarria (-)                                     | Juan de Goyeneche y Echevarria (-)                                     | Juan de Goyeneche y Echevarria (-)                                     | Juan de Goyeneche y Echevarria (-)                                     | Juan de Goyeneche y Echevarria (-)                                     | Juan de Goyeneche y Echevarria (-)                                     |  |  |                                                             |                                                             |                                                             |                                                             |                                                             |                                                             |  |  |  |  |  |  |  |  |  |  |  |  |  |  |  |  |  |  |  |  |  |  |
|  |  |  |  |  |  |  |  |                                                             |                                                             |                                                             |                                                             |                                                             |                                                             |  |  | Antonio de Iriberri y Lastiri ii marqués de Balbueno (1741-1763) | Antonio de Iriberri y Lastiri ii marqués de Balbueno (1741-1763) | Antonio de Iriberri y Lastiri ii marqués de Balbueno (1741-1763) | Antonio de Iriberri y Lastiri ii marqués de Balbueno (1741-1763) | Antonio de Iriberri y Lastiri ii marqués de Balbueno (1741-1763) | Antonio de Iriberri y Lastiri ii marqués de Balbueno (1741-1763) |  |  | Pedro de Goyeneche y Gragilena i Señor de Indacochea (-)               | Pedro de Goyeneche y Gragilena i Señor de Indacochea (-)               | Pedro de Goyeneche y Gragilena i Señor de Indacochea (-)               | Pedro de Goyeneche y Gragilena i Señor de Indacochea (-)               | Pedro de Goyeneche y Gragilena i Señor de Indacochea (-)               | Pedro de Goyeneche y Gragilena i Señor de Indacochea (-)               |  |  |                                                             |                                                             |                                                             |                                                             |                                                             |                                                             |  |  |  |  |  |  |  |  |  |  |  |  |  |  |  |  |  |  |  |  |  |  |
|  |  |  |  |  |  |  |  |                                                             |                                                             |                                                             |                                                             |                                                             |                                                             |  |  | Antonio de Iriberri y Lastiri ii marqués de Balbueno (1741-1763) | Antonio de Iriberri y Lastiri ii marqués de Balbueno (1741-1763) | Antonio de Iriberri y Lastiri ii marqués de Balbueno (1741-1763) | Antonio de Iriberri y Lastiri ii marqués de Balbueno (1741-1763) | Antonio de Iriberri y Lastiri ii marqués de Balbueno (1741-1763) | Antonio de Iriberri y Lastiri ii marqués de Balbueno (1741-1763) |  |  | Pedro de Goyeneche y Gragilena i Señor de Indacochea (-)               | Pedro de Goyeneche y Gragilena i Señor de Indacochea (-)               | Pedro de Goyeneche y Gragilena i Señor de Indacochea (-)               | Pedro de Goyeneche y Gragilena i Señor de Indacochea (-)               | Pedro de Goyeneche y Gragilena i Señor de Indacochea (-)               | Pedro de Goyeneche y Gragilena i Señor de Indacochea (-)               |  |  |                                                             |                                                             |                                                             |                                                             |                                                             |                                                             |  |  |  |  |  |  |  |  |  |  |  |  |  |  |  |  |  |  |  |  |  |  |
|  |  |  |  |  |  |  |  |                                                             |                                                             |                                                             |                                                             |                                                             |                                                             |  |  |                                                                  |                                                                  |                                                                  |                                                                  |                                                                  |                                                                  |  |  | Juan de Goyeneche y Aguerrevere ii Señor de Indacochea (1741-1813)     |                                                                        |                                                                        |                                                                        |                                                                        |                                                                        |  |  |                                                             |                                                             |                                                             |                                                             |                                                             |                                                             |  |  |  |  |  |  |  |  |  |  |  |  |  |  |  |  |  |  |  |  |  |  |
|  |  |  |  |  |  |  |  |                                                             |                                                             |                                                             |                                                             |                                                             |                                                             |  |  |                                                                  |                                                                  |                                                                  |                                                                  |                                                                  |                                                                  |  |  |                                                                        |                                                                        |                                                                        |                                                                        |                                                                        |                                                                        |  |  |                                                             |                                                             |                                                             |                                                             |                                                             |                                                             |  |  |  |  |  |  |  |  |  |  |  |  |  |  |  |  |  |  |  |  |  |  |
|  |  |  |  |  |  |  |  |                                                             |                                                             |                                                             |                                                             |                                                             |                                                             |  |  |                                                                  |                                                                  |                                                                  |                                                                  |                                                                  |                                                                  |  |  |                                                                        |                                                                        |                                                                        |                                                                        |                                                                        |                                                                        |  |  |                                                             |                                                             |                                                             |                                                             |                                                             |                                                             |  |  |  |  |  |  |  |  |  |  |  |  |  |  |  |  |  |  |  |  |  |  |
|  |  |  |  |  |  |  |  |                                                             |                                                             |                                                             |                                                             |                                                             |                                                             |  |  | José de Goyeneche y Barreda i conde de Guaqui (1776-1846)        | José de Goyeneche y Barreda i conde de Guaqui (1776-1846)        | José de Goyeneche y Barreda i conde de Guaqui (1776-1846)        | José de Goyeneche y Barreda i conde de Guaqui (1776-1846)        | José de Goyeneche y Barreda i conde de Guaqui (1776-1846)        | José de Goyeneche y Barreda i conde de Guaqui (1776-1846)        |  |  | Juan de Goyeneche y Barreda caballero de Santiago (1788-1870)          | Juan de Goyeneche y Barreda caballero de Santiago (1788-1870)          | Juan de Goyeneche y Barreda caballero de Santiago (1788-1870)          | Juan de Goyeneche y Barreda caballero de Santiago (1788-1870)          | Juan de Goyeneche y Barreda caballero de Santiago (1788-1870)          | Juan de Goyeneche y Barreda caballero de Santiago (1788-1870)          |  |  |                                                             |                                                             |                                                             |                                                             |                                                             |                                                             |  |  |  |  |  |  |  |  |  |  |  |  |  |  |  |  |  |  |  |  |  |  |
|  |  |  |  |  |  |  |  |                                                             |                                                             |                                                             |                                                             |                                                             |                                                             |  |  | José de Goyeneche y Barreda i conde de Guaqui (1776-1846)        | José de Goyeneche y Barreda i conde de Guaqui (1776-1846)        | José de Goyeneche y Barreda i conde de Guaqui (1776-1846)        | José de Goyeneche y Barreda i conde de Guaqui (1776-1846)        | José de Goyeneche y Barreda i conde de Guaqui (1776-1846)        | José de Goyeneche y Barreda i conde de Guaqui (1776-1846)        |  |  | Juan de Goyeneche y Barreda caballero de Santiago (1788-1870)          | Juan de Goyeneche y Barreda caballero de Santiago (1788-1870)          | Juan de Goyeneche y Barreda caballero de Santiago (1788-1870)          | Juan de Goyeneche y Barreda caballero de Santiago (1788-1870)          | Juan de Goyeneche y Barreda caballero de Santiago (1788-1870)          | Juan de Goyeneche y Barreda caballero de Santiago (1788-1870)          |  |  |                                                             |                                                             |                                                             |                                                             |                                                             |                                                             |  |  |  |  |  |  |  |  |  |  |  |  |  |  |  |  |  |  |  |  |  |  |
|  |  |  |  |  |  |  |  |                                                             |                                                             |                                                             |                                                             |                                                             |                                                             |  |  |                                                                  |                                                                  |                                                                  |                                                                  |                                                                  |                                                                  |  |  |                                                                        |                                                                        |                                                                        |                                                                        |                                                                        |                                                                        |  |  |                                                             |                                                             |                                                             |                                                             |                                                             |                                                             |  |  |  |  |  |  |  |  |  |  |  |  |  |  |  |  |  |  |  |  |  |  |
|  |  |  |  |  |  |  |  |                                                             |                                                             |                                                             |                                                             |                                                             |                                                             |  |  | José de Goyeneche y Gamio ii conde de Guaqui (1831-1893)         | José de Goyeneche y Gamio ii conde de Guaqui (1831-1893)         | José de Goyeneche y Gamio ii conde de Guaqui (1831-1893)         | José de Goyeneche y Gamio ii conde de Guaqui (1831-1893)         | José de Goyeneche y Gamio ii conde de Guaqui (1831-1893)         | José de Goyeneche y Gamio ii conde de Guaqui (1831-1893)         |  |  | Juan de Goyeneche y Gamio iii conde de Guaqui (1834-1924)              | Juan de Goyeneche y Gamio iii conde de Guaqui (1834-1924)              | Juan de Goyeneche y Gamio iii conde de Guaqui (1834-1924)              | Juan de Goyeneche y Gamio iii conde de Guaqui (1834-1924)              | Juan de Goyeneche y Gamio iii conde de Guaqui (1834-1924)              | Juan de Goyeneche y Gamio iii conde de Guaqui (1834-1924)              |  |  |                                                             |                                                             |                                                             |                                                             |                                                             |                                                             |  |  |  |  |  |  |  |  |  |  |  |  |  |  |  |  |  |  |  |  |  |  |
|  |  |  |  |  |  |  |  |                                                             |                                                             |                                                             |                                                             |                                                             |                                                             |  |  | José de Goyeneche y Gamio ii conde de Guaqui (1831-1893)         | José de Goyeneche y Gamio ii conde de Guaqui (1831-1893)         | José de Goyeneche y Gamio ii conde de Guaqui (1831-1893)         | José de Goyeneche y Gamio ii conde de Guaqui (1831-1893)         | José de Goyeneche y Gamio ii conde de Guaqui (1831-1893)         | José de Goyeneche y Gamio ii conde de Guaqui (1831-1893)         |  |  | Juan de Goyeneche y Gamio iii conde de Guaqui (1834-1924)              | Juan de Goyeneche y Gamio iii conde de Guaqui (1834-1924)              | Juan de Goyeneche y Gamio iii conde de Guaqui (1834-1924)              | Juan de Goyeneche y Gamio iii conde de Guaqui (1834-1924)              | Juan de Goyeneche y Gamio iii conde de Guaqui (1834-1924)              | Juan de Goyeneche y Gamio iii conde de Guaqui (1834-1924)              |  |  |                                                             |                                                             |                                                             |                                                             |                                                             |                                                             |  |  |  |  |  |  |  |  |  |  |  |  |  |  |  |  |  |  |  |  |  |  |
|  |  |  |  |  |  |  |  |                                                             |                                                             |                                                             |                                                             |                                                             |                                                             |  |  |                                                                  |                                                                  |                                                                  |                                                                  |                                                                  |                                                                  |  |  |                                                                        |                                                                        |                                                                        |                                                                        |                                                                        |                                                                        |  |  |                                                             |                                                             |                                                             |                                                             |                                                             |                                                             |  |  |  |  |  |  |  |  |  |  |  |  |  |  |  |  |  |  |  |  |  |  |
|  |  |  |  |  |  |  |  | Juan de Goyeneche y de la Puente iv conde de Guaqui (1863-) | Juan de Goyeneche y de la Puente iv conde de Guaqui (1863-) | Juan de Goyeneche y de la Puente iv conde de Guaqui (1863-) | Juan de Goyeneche y de la Puente iv conde de Guaqui (1863-) | Juan de Goyeneche y de la Puente iv conde de Guaqui (1863-) | Juan de Goyeneche y de la Puente iv conde de Guaqui (1863-) |  |  | José de Goyeneche y de la Puente vii marqués de Corpa (1866-)    | José de Goyeneche y de la Puente vii marqués de Corpa (1866-)    | José de Goyeneche y de la Puente vii marqués de Corpa (1866-)    | José de Goyeneche y de la Puente vii marqués de Corpa (1866-)    | José de Goyeneche y de la Puente vii marqués de Corpa (1866-)    | José de Goyeneche y de la Puente vii marqués de Corpa (1866-)    |  |  | Carlos de Goyeneche y de la Puente iii marqués de Balbueno (1880-1929) | Carlos de Goyeneche y de la Puente iii marqués de Balbueno (1880-1929) | Carlos de Goyeneche y de la Puente iii marqués de Balbueno (1880-1929) | Carlos de Goyeneche y de la Puente iii marqués de Balbueno (1880-1929) | Carlos de Goyeneche y de la Puente iii marqués de Balbueno (1880-1929) | Carlos de Goyeneche y de la Puente iii marqués de Balbueno (1880-1929) |  |  |                                                             |                                                             |                                                             |                                                             |                                                             |                                                             |  |  |  |  |  |  |  |  |  |  |  |  |  |  |  |  |  |  |  |  |  |  |
|  |  |  |  |  |  |  |  | Juan de Goyeneche y de la Puente iv conde de Guaqui (1863-) | Juan de Goyeneche y de la Puente iv conde de Guaqui (1863-) | Juan de Goyeneche y de la Puente iv conde de Guaqui (1863-) | Juan de Goyeneche y de la Puente iv conde de Guaqui (1863-) | Juan de Goyeneche y de la Puente iv conde de Guaqui (1863-) | Juan de Goyeneche y de la Puente iv conde de Guaqui (1863-) |  |  | José de Goyeneche y de la Puente vii marqués de Corpa (1866-)    | José de Goyeneche y de la Puente vii marqués de Corpa (1866-)    | José de Goyeneche y de la Puente vii marqués de Corpa (1866-)    | José de Goyeneche y de la Puente vii marqués de Corpa (1866-)    | José de Goyeneche y de la Puente vii marqués de Corpa (1866-)    | José de Goyeneche y de la Puente vii marqués de Corpa (1866-)    |  |  | Carlos de Goyeneche y de la Puente iii marqués de Balbueno (1880-1929) | Carlos de Goyeneche y de la Puente iii marqués de Balbueno (1880-1929) | Carlos de Goyeneche y de la Puente iii marqués de Balbueno (1880-1929) | Carlos de Goyeneche y de la Puente iii marqués de Balbueno (1880-1929) | Carlos de Goyeneche y de la Puente iii marqués de Balbueno (1880-1929) | Carlos de Goyeneche y de la Puente iii marqués de Balbueno (1880-1929) |  |  |                                                             |                                                             |                                                             |                                                             |                                                             |                                                             |  |  |  |  |  |  |  |  |  |  |  |  |  |  |  |  |  |  |  |  |  |  |
|  |  |  |  |  |  |  |  |                                                             |                                                             |                                                             |                                                             |                                                             |                                                             |  |  |                                                                  |                                                                  |                                                                  |                                                                  |                                                                  |                                                                  |  |  |                                                                        |                                                                        |                                                                        |                                                                        |                                                                        |                                                                        |  |  |                                                             |                                                             |                                                             |                                                             |                                                             |                                                             |  |  |  |  |  |  |  |  |  |  |  |  |  |  |  |  |  |  |  |  |  |  |
|  |  |  |  |  |  |  |  |                                                             |                                                             |                                                             |                                                             |                                                             |                                                             |  |  | Juan de Goyeneche y San Miguel v conde de Guaqui (-)             | Juan de Goyeneche y San Miguel v conde de Guaqui (-)             | Juan de Goyeneche y San Miguel v conde de Guaqui (-)             | Juan de Goyeneche y San Miguel v conde de Guaqui (-)             | Juan de Goyeneche y San Miguel v conde de Guaqui (-)             | Juan de Goyeneche y San Miguel v conde de Guaqui (-)             |  |  | Carlos de Goyeneche y Silvela iii marqués de Balbueno (1918-1996)      | Carlos de Goyeneche y Silvela iii marqués de Balbueno (1918-1996)      | Carlos de Goyeneche y Silvela iii marqués de Balbueno (1918-1996)      | Carlos de Goyeneche y Silvela iii marqués de Balbueno (1918-1996)      | Carlos de Goyeneche y Silvela iii marqués de Balbueno (1918-1996)      | Carlos de Goyeneche y Silvela iii marqués de Balbueno (1918-1996)      |  |  | Juan Goyeneche y Silvela iv marqués de Balbueno (1921-2012) | Juan Goyeneche y Silvela iv marqués de Balbueno (1921-2012) | Juan Goyeneche y Silvela iv marqués de Balbueno (1921-2012) | Juan Goyeneche y Silvela iv marqués de Balbueno (1921-2012) | Juan Goyeneche y Silvela iv marqués de Balbueno (1921-2012) | Juan Goyeneche y Silvela iv marqués de Balbueno (1921-2012) |  |  |  |  |  |  |  |  |  |  |  |  |  |  |  |  |  |  |  |  |  |  |
|  |  |  |  |  |  |  |  |                                                             |                                                             |                                                             |                                                             |                                                             |                                                             |  |  | Juan de Goyeneche y San Miguel v conde de Guaqui (-)             | Juan de Goyeneche y San Miguel v conde de Guaqui (-)             | Juan de Goyeneche y San Miguel v conde de Guaqui (-)             | Juan de Goyeneche y San Miguel v conde de Guaqui (-)             | Juan de Goyeneche y San Miguel v conde de Guaqui (-)             | Juan de Goyeneche y San Miguel v conde de Guaqui (-)             |  |  | Carlos de Goyeneche y Silvela iii marqués de Balbueno (1918-1996)      | Carlos de Goyeneche y Silvela iii marqués de Balbueno (1918-1996)      | Carlos de Goyeneche y Silvela iii marqués de Balbueno (1918-1996)      | Carlos de Goyeneche y Silvela iii marqués de Balbueno (1918-1996)      | Carlos de Goyeneche y Silvela iii marqués de Balbueno (1918-1996)      | Carlos de Goyeneche y Silvela iii marqués de Balbueno (1918-1996)      |  |  | Juan Goyeneche y Silvela iv marqués de Balbueno (1921-2012) | Juan Goyeneche y Silvela iv marqués de Balbueno (1921-2012) | Juan Goyeneche y Silvela iv marqués de Balbueno (1921-2012) | Juan Goyeneche y Silvela iv marqués de Balbueno (1921-2012) | Juan Goyeneche y Silvela iv marqués de Balbueno (1921-2012) | Juan Goyeneche y Silvela iv marqués de Balbueno (1921-2012) |  |  |  |  |  |  |  |  |  |  |  |  |  |  |  |  |  |  |  |  |  |  |
|  |  |  |  |  |  |  |  |                                                             |                                                             |                                                             |                                                             |                                                             |                                                             |  |  | Alfredo de Goyeneche y Moreno vi conde de Guaqui (1937-2002)     | Alfredo de Goyeneche y Moreno vi conde de Guaqui (1937-2002)     | Alfredo de Goyeneche y Moreno vi conde de Guaqui (1937-2002)     | Alfredo de Goyeneche y Moreno vi conde de Guaqui (1937-2002)     | Alfredo de Goyeneche y Moreno vi conde de Guaqui (1937-2002)     | Alfredo de Goyeneche y Moreno vi conde de Guaqui (1937-2002)     |  |  |                                                                        |                                                                        |                                                                        |                                                                        |                                                                        |                                                                        |  |  | José Carlos de Goyeneche v marqués de Balbueno (n. 1978)    | José Carlos de Goyeneche v marqués de Balbueno (n. 1978)    | José Carlos de Goyeneche v marqués de Balbueno (n. 1978)    | José Carlos de Goyeneche v marqués de Balbueno (n. 1978)    | José Carlos de Goyeneche v marqués de Balbueno (n. 1978)    | José Carlos de Goyeneche v marqués de Balbueno (n. 1978)    |  |  |  |  |  |  |  |  |  |  |  |  |  |  |  |  |  |  |  |  |  |  |

### Publicaciones
- ALONSO Y LÓPEZ, Ampelio et al. Elenco de grandezas y títulos nobiliarios españoles, Hidalguía, Madrid, 1973.
- ALONSO Y DE CADENAS, Ampelio et al. Elenco de grandezas y títulos nobiliarios españoles, Hidalguía, Madrid, 1989, 1990, 1991, 1992, 1993, 1995, 1996, 1997, 1998, 1999.
- Pío SAGÜÉS AZCONA, La Real Congregación de San Fermín de los Navarros (1683-1961), Madrid, 1963
- José María IMÍZCOZ BEÚNZA, “La hora navarra del siglo XVIII: Relaciones familiares entre la Monarquía y la aldea”, en MaC. GARCÍA GAÍNZA y R. FERNÁNDEZ GRACIA (comisarios), Juan de Goyeneche y el triunfo de los navarros en la Monarquía Hispánica del siglo XVIII, catálogo de exposición, Pamplona, Fundación Caja Navarra, 2005, pp. 45-76
- Francisco ANDÚJAR CASTILLO, “Juan de Goyeneche. Financiero, tesorero de la reina y mediador en la venta de cargos” en González Enciso, A (ed.), Navarros en la Monarquía española en el siglo XVIII, Pamplona, 2007, pp. 61-88
- Ma Pilar ANDUEZA UNANUA, “Virreyes, títulos nobiliarios y casas solares en las tierras baztanesas del Bidasoa”, en PVLCHRVM Scripta varia in honorem Ma Concepción García Gaínza, Pamplona, Gobierno de Navarra, Universidad de Navarra, 2011, pp. 84-95